# Cucina haitiana
La cucina di Haiti si basa su una combinazione di elementi francesi e africani, con qualche influenza amerindia.

## Caratteristiche
La cucina di Haiti presenta numerose analogie con le altre cucine caraibiche, sebbene alcune caratteristiche peculiari le garantiscano un'identità ben definita. Le verdure e le carni sono ampiamente utilizzate; tra le prime troviamo impiegati soprattutto i pomodori, i cavoli e i peperoni (rossi e verdi), tra le seconde le più diffuse sono quella di pollo, di capra, di manzo e, in minor misura, di maiale. I piatti vengono abbondantemente insaporiti con erbe aromatiche e peperoni, rendendo la cucina haitiana piuttosto speziata ma non eccessivamente piccante.

## Riso e fagioli
Il riso con i fagioli costituisce il piatto nazionale di Haiti, diffuso in tutte le zone della nazione.  Esso viene consumato da solo o, più spesso, accompagnato da un po' di carne, soprattutto pollo, capra o manzo. Nelle zone più rurali è diffuso il mais moulu, accompagnato da sauce pois (salsa di fagioli) ed eventualmente da pesce.

## Piatti tipici
Tra i piatti tipici di Haiti, oltre al già citato riso e fagioli, vi sono le bananes plésées (banane fritte), servite da sole come spuntino o come accompagnamento al tassot (manzo fritto) o al griot (maiale fritto). Tra gli stuzzichini celebri sono i Patés, fagottini di pasta ripieni di carne. Il bouillon è invece un ricco stufato a base di pomodori, patate e carne (capra o manzo) variamente speziato. Il pollo viene spesso cucinato facendolo marinare in succo di limone, pepe, aglio e cumino e poi bollendolo insieme a questa marinata. La salsa base della cucina haitiana è l'épis, a base di peperoni, aglio ed erbe aromatiche, usata per condire il riso con i fagioli ma anche zuppe e stufati.

## Dolci
Molti sono i dolci haitiani che impiegano la canna da zucchero e i suoi derivati. Tra di essi il fresco, una sorta di gelato fatto però di sciroppo di frutta e generalmente venduto dagli ambulanti lungo le strade. Tipico anche il pain patate, un pandolce a base di patate dolci, latte condensato e cannella.

## Bevande
Diffusi nell'isola sono i succhi di frutta, soprattutto ananas, mango, avocado, arancia e frutto della passione. Altre bevande analcoliche diffuse sono i frullati e la malta, a base di orzo non fermentato e melassa. Tra gli alcolici diffusa è la birra ma soprattutto il rum, per la cui distillazione Haiti è, parimenti alle altre Antille francesi, famosa in tutto il mondo. Il rum haitiano deve la sua fama e unicità al fatto che le distillerie locali lavorano direttamente il succo della canna da zucchero e non la melassa.